# Frans Lindberg

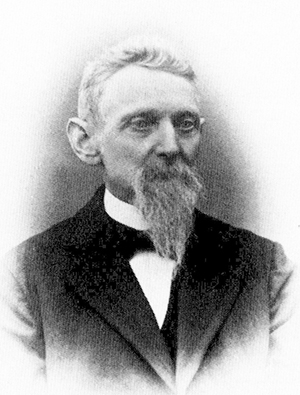
Frans Lindberg.

Frans Lindberg, född 13 oktober 1857 i Smedstorps socken, död där 15 mars 1944, var en svensk konstnär.
Frans Lindberg, som var yrkesmålare, utbildade sig till dekorationsmålare i Berlin på 1880-talet. Han var sedan verksam som målarmästare på sin hemort till 1933. Mest känd är Lindberg för sina navistiskt utförda kulturhistoriska målningar i klara akvarelliserade bilder. Motiven rör sig i det österlenska bondesamhällets högtider. 
Han är representerad vid bland annat Nordiska museet, Göteborgs stadsmuseum, Moderna museet[källa behövs], Ystads konstmuseum, Österlens museum, Malmö museer, Kulturen i Lund och Regionmuseet Kristianstad.

## Bildgalleri

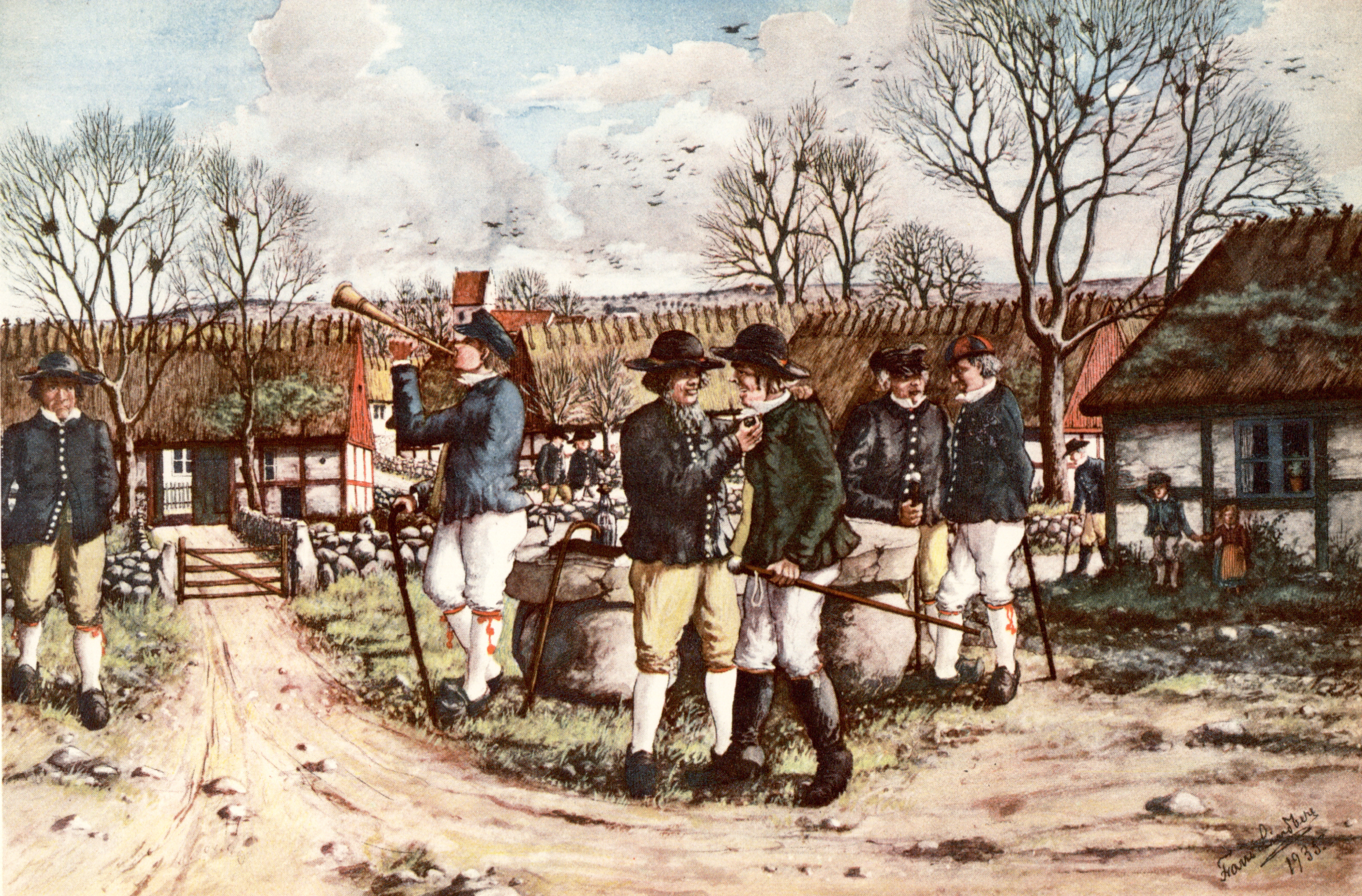
Byastämma i en sydostskånsk by. Akvarell.